# یواس‌اس پلانگر (اس‌اس-۱۷۹)
یواس‌اس پلانگر (اس‌اس-۱۷۹) (به انگلیسی: USS Plunger (SS-179)) یک زیردریایی بود که طول آن ۲۹۸ فوت (۹۱ متر) بود. این زیردریایی در سال ۱۹۳۶ ساخته شد.